# Chip (časopis)
Chip je český tematický časopis zaměřený na informační technologie. První číslo bylo vydáno v lednu 1991 a od té doby vychází v měsíční periodicitě. Chip vychází v licenci německého nakladatelství CHIP Holding G.m.b.H, díky čemuž může využívat mezinárodní zdroje.
Chip se věnuje vývoji digitálních technologií, informuje o trendech a nejnovějších směrech IT. Kromě rozsáhlých testů hardwaru a softwaru jsou v něm i tipy a triky nebo návody. Nedílnou součástí jsou pravidelně také žebříčky testovaného hardwaru – procesorů, grafických karet, tiskáren, ale i například mobilních telefonů, wi-fi routerů nebo fotoaparátů. Rozsah časopisu je kolem 150 stran a pravidelnou přílohou je DVD s návody a několika programy. Několikrát ročně vychází také Chip Speciál – publikace zaměřená na specifická témata, například výběr nejlepšího hardwaru nebo průvodce systémem Windows 10.
V prvním a druhém čtvrtletí roku 2020, tedy v období poznamenaném koronavirovou pandemií, byl průměrný prodaný náklad časopisu 15 924 výtisků a průměrná čtenost 97 000 čtenářů a čtenářek, což jej řadilo na 1. místo ve své kategorii (ze dvou), a to před konkurenčním časopisem Computer.
Česká verze magazínu se distribuuje také na Slovensku. Časopis Chip vychází také v následujících zemích: Čína, Nizozemsko, Indie, Indonésie, Itálie, Maďarsko, Německo, Polsko, Rusko, Singapur, Thajsko, Turecko, Ukrajina.